# چارلز اول، لندگرو هسن فیلیپستال
چارلز اول، لندگرو هسن فیلیپستال (انگلیسی: Charles I, Landgrave of Hesse-Philippsthal; ۲۳ سپتامبر ۱۶۸۲ – ۸ مهٔ ۱۷۷۰) آریستوکرات و پرسنل نظامی اهل فرانسه بود.